# فيلافرانكا سيكولا
فيلافرانكا سيكولا (بالإيطالية: Villafranca Sicula)‏ هي بلدية في مقاطعة أغريجنتو في صقلية الإيطالية.

## السكان
في سنة 1861 بلغ عدد السكان 2٬392 نسمة، وتطور العدد ليصل في سنة 2011 لـ 1٬426 نسمة.
يظهر هذا المخطط البياني تطور النمو السكاني لـ فيلافرانكا سيكولا